# 乳白寄居螺
乳白寄居螺（学名：Stilapex lactarius），是异足目寄居螺科的一种。主要分布于台湾，常栖息在浅海珊瑚礁、岩石底。